# Diario de una enfermera (telenovela)
Diario de una enfermera es una telenovela colombiana de 1966 realizada por FGA Televisión en coproducción con Producciones PUNCH para el Canal Nacional, la cual protagonizada por Rebeca López y Enrique Tobón.
La misma contó con libretos de Luís Eduardo Gutiérrez (quien también fue su director) y está basada en la obra homónima de Corín Tellado. Su productor fue Hernán Villa y duró 92 capítulos, emitidos los días martes y viernes, por lo que es la telenovela colombiana de mayor duración de la década de 1960.
El argumento cuenta la historia de una enfermera que, por azares del destino, va a parar a la cárcel siendo ella inocente del crimen que se le acusa. Por otra parte esta telenovela generó controversia por el personaje de Julio César Luna, quien interpretó allí a un médico perverso e inescrupuloso.
Originalmente esta telenovela duraría seis meses en el aire pero, debido a su gran éxito, se extendió su transmisión a casi seis meses más.

## Sinopsis
Es la historia de Isabel Guzmán quien sostiene a su familia desde que el segundo marido de su madre murió. Gracias a la ayuda de don Gerardo, médico del pueblo, se formó y terminó siendo su enfermera. A su muerte, Isabel quedó devastada, pero Fernando Santana, el nuevo y joven médico la inquietó desde que se vieron la primera vez.
Lo que no sabía ella es que Fernando terminaría siendo quien le robaría el corazón. Su vida habría seguido así, pacífica, entre su madre y sus hermanos y hermanas, pero Fernando cambió el rumbo de su vida.

## Reparto
- Rebeca López - Isabel Guzmán
- Julio César Luna - Fernando Santana
- Enrique Tobón
- María Eugenia Dávila
- Ugo Armando
- Ramiro Corzo
- Samara de Córdova
- Yamile Humar
- Nora Proaño
- Felipe González
- Karina
- Chela Arias